# Welsh League Cup 2013-2014
La Welsh League Cup 2013-14 è stata la 22ª edizione di questo torneo, è iniziata il 3 settembre 2013 ed è terminata l'11 gennaio 2014 con la finale vinta dal Carmarthen Town.

## Primo turno
| Squadra 1            | Risultato   | Squadra 2               |
| -------------------- | ----------- | ----------------------- |
| 3 settembre 2013     |             |                         |
| Bala Town            | 3 − 1       | Bangor City             |
| Rhyl                 | 2 − 0       | Cefn Druids             |
| Buckley Town         | 1 − 2       | Conwy United            |
| GAP Connah's Quay    | 2 − 1 (dts) | Prestatyn Town          |
| Haverfordwest County | 0 − 3       | Aberdare Town           |
| Newtown              | 1 − 2       | Port Talbot Town        |
| Afan Lido            | 4 − 3       | Taff's Well             |
| 4 settembre 2013     |             |                         |
| Aberystwyth Town     | 2 − 3       | Cambrian & Clydach Vale |

## Secondo turno
| Squadra 1               | Risultato | Squadra 2         |
| ----------------------- | --------- | ----------------- |
| 24 settembre 2013       |           |                   |
| Aberdare Town           | 0 − 2     | Port Talbot Town  |
| Cambrian & Clydach Vale | 2 − 1     | Afan Lido         |
| Conwy United            | 2 − 4     | Bala Town         |
| Rhyl                    | 2 − 0     | GAP Connah's Quay |

## Terzo turno
| Squadra 1               | Risultato | Squadra 2        |
| ----------------------- | --------- | ---------------- |
| 22 ottobre 2013         |           |                  |
| Rhyl                    | 2 − 3     | Bala Town        |
| Cambrian & Clydach Vale | 2 − 1     | Port Talbot Town |
| Airbus UK Broughton     | 2 − 1     | The New Saints   |
| 30 ottobre 2013         |           |                  |
| Caersws                 | 0 − 5     | Carmarthen Town  |

## Semifinali
| Squadra 1        | Risultato | Squadra 2               |
| ---------------- | --------- | ----------------------- |
| 12 novembre 2013 |           |                         |
| Bala Town        | 2 − 1     | Airbus UK Broughton     |
| 19 novembre 2013 |           |                         |
| Carmarthen Town  | 3 − 2     | Cambrian & Clydach Vale |

## Finale
| Arbitro: | Huw Jones |

|  |                      |  |
|  | Tiri di rigore 1 – 3 |  |